# 13号科罗拉多州州道
13号科罗拉多州州道（英語：Colorado State Highway 13，SH-13）是美国科罗拉多州西部落基山脉中的一条南-北走向的州级公路，长约128英里（206），南起加菲爾德縣赖夫尔科罗拉多河南岸接70號州際公路（I-70），在河北岸接6号美国国道（US-6），北至莫弗特縣县治克雷格连接40号美国国道（US-40），继续北上至巴格斯附近的怀俄明州边界接789号怀俄明州州道（WYO-789）。